# Vasudhara Corona
Vasudhara Corona est une corona, formation géologique en forme de couronne, située sur la planète Vénus par 43,2° N et 2,7° E. Elle est localisée dans le quadrangle de Bereghinya Planitia. Elle a été nommée en référence à Vasudhara, Bodhisattva Bouddhiste femelle de l'abondance. 

## Géographie et géologie
Vasudhara Corona couvre une surface circulaire d'environ 160 km de diamètre. 